# Nati nel 1971/Maggio
| Questa pagina contiene informazioni ricavate automaticamente dalle voci biografiche con l'ausilio del template Bio e di un bot. L'aggiornamento è periodico e automatico e ricostruisce completamente la pagina. Se manca una persona in questa lista, sei pregato di non aggiungerla, ma accertati piuttosto che la sua voce biografica contenga il template Bio e che i dati anagrafici siano correttamente compilati. Se il template Bio manca, inseriscilo tu stesso o, in alternativa, metti l'avviso {{tmp\|Bio}} che ne segnala la mancanza. Se i dati riportati sono sbagliati, correggi direttamente la voce biografica; le modifiche saranno visibili in questa lista entro pochi giorni. Per chiarimenti vedi il progetto biografie. La lista contiene solo le 310 persone che sono citate nell'enciclopedia e per le quali è stato implementato correttamente il template Bio. Pagina aggiornata al 18 ago 2025. |

- 1º maggio - Amedeo Bottaro, politico italiano
- 1º maggio - Amira Casar, attrice britannica
- 1º maggio - Youma Diakite, ex modella, personaggio televisivo e attrice maliana
- 1º maggio - Fredy Franzutti, coreografo e regista italiano
- 1º maggio - Kwanza Hall, politico statunitense
- 1º maggio - Artur Kohutek, ex ostacolista polacco
- 1º maggio - Ajith Kumar, attore indiano
- 1º maggio - Eva Lund, giocatrice di curling svedese
- 1º maggio - Julius Nwosu, ex cestista e allenatore di pallacanestro nigeriano
- 1º maggio - Renée Poetschka, ex velocista australiana
- 1º maggio - Inesu Emiko Takeoka, ex calciatrice giapponese
- 1º maggio - Milo Twomey, attore, doppiatore e conduttore radiofonico inglese
- 1º maggio - Wang Yu, avvocata e attivista cinese
- 2 maggio - Buzz Calkins, ex pilota automobilistico statunitense
- 2 maggio - Luca Chiaravalli, compositore, produttore discografico e arrangiatore italiano
- 2 maggio - Lassâad Hanini, ex calciatore tunisino
- 2 maggio - Sergejs Ivanovs, ex calciatore e ex giocatore di calcio a 5 lettone
- 2 maggio - Arly Jover, attrice spagnola
- 2 maggio - Jonas Larsson, ex cestista svedese
- 2 maggio - Musashimaru Kōyō, lottatore di sumo statunitense
- 2 maggio - Jonas Rivera, produttore cinematografico statunitense
- 2 maggio - Shū Takumi, designer giapponese
- 2 maggio - Maria Sole Tognazzi, regista e sceneggiatrice italiana
- 3 maggio - Olivier Lambert, schermidore francese
- 3 maggio - Luis Roberto Lorenzato, politico italiano
- 3 maggio - Luca Mazzone, paraciclista e ex nuotatore italiano
- 3 maggio - Wang Yan, ex marciatrice cinese
- 4 maggio - Bojan Hodak, allenatore di calcio e ex calciatore croato
- 4 maggio - Bent Høie, politico norvegese
- 4 maggio - Micaela Incitti, doppiatrice italiana
- 4 maggio - Pascal Simpson, allenatore di calcio e ex calciatore togolese
- 4 maggio - Leonid Sluckij, allenatore di calcio russo
- 4 maggio - Miles Stewart, triatleta australiano
- 5 maggio - Silvia Brum, ex cestista italiana
- 5 maggio - Choi Eun-sung, ex calciatore sudcoreano
- 5 maggio - Gianni Costantino, regista e direttore del casting italiano
- 5 maggio - Roberto Fernandes, allenatore di calcio brasiliano
- 5 maggio - Valentina Ghio, politica italiana
- 5 maggio - Anette Hoffmann, ex pallamanista danese
- 5 maggio - Andrew Lockley, effettista britannico
- 5 maggio - Enzo Miccio, conduttore televisivo italiano
- 5 maggio - Harold Miner, ex cestista statunitense
- 5 maggio - John Owen-Jones, attore e cantante gallese
- 5 maggio - Hajime Tabata, autore di videogiochi giapponese
- 6 maggio - Amedeo Balbi, astrofisico, divulgatore scientifico e saggista italiano
- 6 maggio - Bryan Beller, bassista statunitense
- 6 maggio - Till Brönner, trombettista, compositore e produttore discografico tedesco
- 6 maggio - Geneva Carr, attrice statunitense
- 6 maggio - Arianna Ciampoli, conduttrice televisiva, conduttrice radiofonica e autrice televisiva italiana
- 6 maggio - Cut Killer, disc jockey francese
- 6 maggio - Yolanda Díaz, avvocata e politica spagnola
- 6 maggio - Chris Shiflett, cantante e chitarrista statunitense
- 6 maggio - Suneohair, cantante giapponese
- 6 maggio - Yō Yoshinari, animatore e character designer giapponese
- 7 maggio - Ana Lucia Araujo, storica, scrittrice e docente statunitense
- 7 maggio - Valérie Baudson, imprenditrice francese
- 7 maggio - Marco Casagrande, architetto finlandese
- 7 maggio - Horgh, batterista norvegese
- 7 maggio - Emmanuel Magnien, ex ciclista su strada e ciclocrossista francese
- 7 maggio - Justine Mattera, showgirl, attrice e conduttrice televisiva statunitense
- 7 maggio - Helen Moore, scrittrice e poetessa scozzese
- 7 maggio - Mike Nahar, ex cestista olandese
- 7 maggio - Marcel Philipp, politico tedesco
- 7 maggio - Thomas Piketty, economista francese
- 7 maggio - Pamela Rendi-Wagner, politica e medica austriaca
- 7 maggio - Ivan Sergei, attore statunitense
- 7 maggio - César Fernando Silvera, ex calciatore uruguaiano
- 7 maggio - Harald Christian Strand Nilsen, ex sciatore alpino norvegese
- 7 maggio - Stefano Torrisi, ex calciatore italiano
- 8 maggio - Jānis Āzacis, ex cestista lettone
- 8 maggio - Dominique Casagrande, ex calciatore francese
- 8 maggio - Kristján Finnbogason, allenatore di calcio e ex calciatore islandese
- 8 maggio - Radosław Gilewicz, ex calciatore polacco
- 8 maggio - Barbara Hannigan, soprano e direttore d'orchestra canadese
- 8 maggio - Candice Night, cantante e polistrumentista statunitense
- 8 maggio - William Quevedo, ex calciatore francese
- 8 maggio - Shaolin, umorista, disegnatore e conduttore radiofonico brasiliano († 2016)
- 8 maggio - Milena Virzì, ex pallanuotista e avvocata italiana
- 9 maggio - Joe Aisa, ex calciatore papuano
- 9 maggio - Hiroki Azuma, scrittore, filosofo e critico letterario giapponese
- 9 maggio - Edd China, conduttore televisivo britannico
- 9 maggio - Tanja Fajon, politica slovena
- 9 maggio - Katia Foucade, ex cestista francese
- 9 maggio - Nicolas Ghesquière, stilista francese
- 9 maggio - Don Hutchison, ex calciatore scozzese
- 9 maggio - Jason Lee, ex calciatore inglese
- 9 maggio - Paul McGuigan, bassista britannico
- 9 maggio - Per Magne Misund, ex calciatore norvegese
- 10 maggio - Yassir Al-Taifi, ex calciatore saudita
- 10 maggio - Gianantonio Bulgheroni, ex cestista, ex rugbista a 15 e dirigente sportivo italiano
- 10 maggio - Priska Doppmann, ex ciclista su strada svizzera
- 10 maggio - Adriano Giannini, attore e doppiatore italiano
- 10 maggio - Vegard Høidalen, giocatore di beach volley norvegese
- 10 maggio - Monisha Kaltenborn, manager e dirigente sportiva indiana
- 10 maggio - Kim Jong-nam, politico e militare nordcoreano († 2017)
- 10 maggio - Kim Nam-joo, attrice sudcoreana
- 10 maggio - Luan Krasniqi, ex pugile albanese
- 10 maggio - Denis Krivošlykov, ex pallamanista russo
- 10 maggio - André Lima, allenatore di calcio a 5, ex giocatore di calcio a 5 e ex calciatore portoghese
- 10 maggio - Tomasz Lipiec, ex marciatore, giornalista e politico polacco
- 10 maggio - Doris Neuner, ex slittinista austriaca
- 10 maggio - Paola Pivi, artista italiana
- 10 maggio - Leslie Stefanson, attrice, scultrice e ex modella statunitense
- 10 maggio - Erik Stock, ex calciatore norvegese
- 10 maggio - Ådne Søndrål, ex pattinatore di velocità su ghiaccio norvegese
- 10 maggio - Stefano Vogogna, attore e comico italiano
- 10 maggio - Tomasz Wałdoch, ex calciatore polacco
- 10 maggio - Scott Walker, regista neozelandese
- 10 maggio - Katja Woywood, attrice tedesca
- 10 maggio - Natsumi Yanase, doppiatrice e attrice giapponese
- 10 maggio - Beat Zberg, ex ciclista su strada svizzero
- 11 maggio - Dominique Arribagé, allenatore di calcio e ex calciatore francese
- 11 maggio - Sacha Bennett, attore, regista e sceneggiatore britannico
- 11 maggio - Ale e Franz, comico e conduttore televisivo italiano
- 11 maggio - Wilson Chacón, ex calciatore venezuelano
- 11 maggio - Cornelia Gayden, ex cestista statunitense
- 11 maggio - Robert Kaliňák, politico slovacco
- 11 maggio - Hidehiro Kikuchi, doppiatore giapponese
- 11 maggio - Bernard Lambourde, dirigente sportivo e ex calciatore francese
- 11 maggio - Alberto Rodríguez Librero, regista e sceneggiatore spagnolo
- 11 maggio - Walter Silvani, ex calciatore argentino
- 12 maggio - Kristin Asbjørnsen, cantante e compositrice norvegese
- 12 maggio - Doug Basham, ex wrestler statunitense
- 12 maggio - José Buljubasich, ex calciatore argentino
- 12 maggio - Garcia Domingos, ex cestista angolano
- 12 maggio - Jamie Luner, attrice statunitense
- 12 maggio - Steven Mond, attore canadese
- 12 maggio - Marcelo Nicola, allenatore di pallacanestro e ex cestista argentino
- 12 maggio - Francesco Ventola, politico italiano
- 13 maggio - O.C., rapper statunitense
- 13 maggio - Rob Fredrickson, ex giocatore di football americano statunitense
- 13 maggio - Espen Lind, cantautore e produttore discografico norvegese
- 13 maggio - Tom Nalen, ex giocatore di football americano statunitense
- 13 maggio - Hamish Pepper, velista neozelandese
- 13 maggio - Lorenzo Ricci, ex atleta paralimpico italiano
- 13 maggio - Dzintars Sproģis, ex calciatore lettone
- 13 maggio - Pawel Warzycha, schermidore tedesco
- 14 maggio - Deanne Bray, attrice statunitense
- 14 maggio - Sofia Coppola, regista, sceneggiatrice e attrice statunitense
- 14 maggio - Odette Di Maio, cantautrice e musicista italiana
- 14 maggio - Morten Kalvenes, ex calciatore e allenatore di calcio norvegese
- 14 maggio - Paolo Marzocchi, pianista e compositore italiano
- 14 maggio - Oséas, ex calciatore brasiliano
- 14 maggio - Martin Reim, allenatore di calcio e ex calciatore estone
- 14 maggio - Mike Sorber, allenatore di calcio e ex calciatore statunitense
- 14 maggio - Il Tusco, cantautore italiano
- 14 maggio - Sumaya bint al-Hassan, principessa giordana
- 15 maggio - Andrew Wyatt, musicista, cantautore e produttore discografico statunitense
- 15 maggio - Anthony Bancarel, ex calciatore francese
- 15 maggio - Zoubeir Baya, ex calciatore tunisino
- 15 maggio - Riccardo Guarino, botanico italiano
- 15 maggio - Barnabas Imenger Shikaan, calciatore nigeriano († 2021)
- 15 maggio - Erdal Koşan, ex cestista turco
- 15 maggio - Collins Mbulo, calciatore zambiano († 2009)
- 15 maggio - Francesco Mussoni, politico sammarinese
- 16 maggio - Constantin Barbu, ex calciatore rumeno
- 16 maggio - José Oscar Flores, ex calciatore argentino
- 16 maggio - Rachel Goswell, cantautrice inglese
- 17 maggio - Massimo Borgobello, ex calciatore italiano
- 17 maggio - Mark Connors, ex rugbista a 15 australiano
- 17 maggio - Ihor Matvijenko, ex velista ucraino
- 17 maggio - Michail Michajlov, ex cestista e allenatore di pallacanestro russo
- 17 maggio - Gina Raimondo, politica statunitense
- 17 maggio - Francesca Serafini, scrittrice e sceneggiatrice italiana
- 17 maggio - Patrizia Tisi, ex mezzofondista italiana
- 17 maggio - Antonio Tuzza, musicista, compositore e produttore discografico italiano
- 17 maggio - Máxima Zorreguieta, regina argentina
- 18 maggio - Nina Bjedov, dirigente sportiva e ex cestista serba
- 18 maggio - Franklin Roosevelt Bueres, ex giocatore di calcio a 5 brasiliano
- 18 maggio - Brad Friedel, allenatore di calcio e ex calciatore statunitense
- 18 maggio - Elvis Gregory, schermidore cubano
- 18 maggio - Janel Jorgensen, ex nuotatrice statunitense
- 18 maggio - Olga Kurkulina, attrice, culturista e ex altista israeliana
- 18 maggio - Cynthia Lynch, ex wrestler statunitense
- 18 maggio - Giorgio Ravera, musicista, arrangiatore e produttore discografico italiano
- 18 maggio - Marcelo Saralegui, allenatore di calcio e ex calciatore uruguaiano
- 18 maggio - Muriel Targnion, politica belga
- 18 maggio - Goran Vučević, allenatore di calcio e ex calciatore croato
- 19 maggio - Uwem Akpan, scrittore nigeriano
- 19 maggio - Kremena Balkandžieva, ex cestista bulgara
- 19 maggio - Psicosis, wrestler messicano
- 19 maggio - Ilse De Meulemeester, modella belga
- 19 maggio - Ross Katz, produttore cinematografico, regista e sceneggiatore statunitense
- 19 maggio - Satoshi Mori, ex combinatista nordico giapponese
- 19 maggio - Mónica Pulgar, ex cestista spagnola
- 19 maggio - Norbert Valis, ex cestista e allenatore di pallacanestro svizzero
- 20 maggio - Amer Al Kaabi, ex calciatore qatariota
- 20 maggio - Niklas Andersson, ex hockeista su ghiaccio svedese
- 20 maggio - Ciro Ceruti, attore e regista teatrale italiano
- 20 maggio - Šárka Kašpárková, ex triplista e altista ceca
- 20 maggio - Peppino Mazzotta, attore italiano
- 20 maggio - Paweł Mykietyn, clarinettista e compositore polacco
- 20 maggio - Roberto Pistore, ex ciclista su strada italiano
- 20 maggio - Resul Pookutty, tecnico del suono e compositore indiano
- 20 maggio - Jorge Humberto Rodríguez, allenatore di calcio e ex calciatore salvadoregno
- 20 maggio - Tony Stewart, pilota automobilistico statunitense
- 20 maggio - Massimo Tarantino, dirigente sportivo e ex calciatore italiano
- 20 maggio - Deda, disc jockey, rapper e produttore discografico italiano
- 21 maggio - Aditya Chopra, regista, sceneggiatore e produttore cinematografico indiano
- 21 maggio - Craig Demmin, ex calciatore trinidadiano
- 21 maggio - Dwayne Demmin, ex calciatore trinidadiano
- 21 maggio - António Folha, allenatore di calcio e ex calciatore portoghese
- 21 maggio - Mauro García Juncal, ex calciatore spagnolo
- 21 maggio - Igor' Gračev, ex cestista e allenatore di pallacanestro russo
- 21 maggio - Mark Higgins, pilota di rally britannico
- 21 maggio - Jo Dong-gi, allenatore di pallacanestro e ex cestista sudcoreano
- 21 maggio - Rúni Nolsøe, ex calciatore faroese
- 21 maggio - Magnus Samuelsson, ex calciatore svedese
- 21 maggio - Cristina Sossi, ex nuotatrice italiana
- 22 maggio - Marco Confortola, alpinista italiano
- 22 maggio - Christophe Deloire, giornalista e scrittore francese († 2024)
- 22 maggio - Lars Koslowski, ex tennista tedesco
- 22 maggio - Martjan Lammertink, ornitologo olandese
- 22 maggio - MC Eiht, rapper e attore statunitense
- 22 maggio - Raimund Marasigan, cantante, musicista e produttore discografico filippino
- 22 maggio - Alessandra Mion, conduttrice televisiva, scrittrice e pasticciera italiana
- 22 maggio - Magda Femme, cantante polacca
- 22 maggio - Rita Rocca, giornalista e autrice televisiva italiana
- 23 maggio - İlker Aksum, attore turco
- 23 maggio - Charlie Dupont, attore belga
- 23 maggio - Laurel Holloman, attrice e pittrice statunitense
- 23 maggio - Jung Young-joo, attrice sudcoreana
- 23 maggio - Fillemon Kanalelo, allenatore di calcio e ex calciatore namibiano
- 23 maggio - George Osborne, politico britannico
- 23 maggio - Rytis Vaišvila, ex cestista e allenatore di pallacanestro lituano
- 24 maggio - Helena Barquilla, supermodella spagnola
- 24 maggio - Andrea De Priamo, politico italiano
- 24 maggio - Kris Draper, ex hockeista su ghiaccio canadese
- 24 maggio - Thomas Langmann, produttore cinematografico e attore francese
- 24 maggio - Giulia Moi, politica italiana
- 24 maggio - Sokol Prenga, ex calciatore albanese
- 25 maggio - Andrea Adamo, dirigente sportivo e ingegnere italiano
- 25 maggio - Khalifa Al Mutaiwei, pilota di rally emiratino
- 25 maggio - Stefano Baldini, ex maratoneta e mezzofondista italiano
- 25 maggio - Marco Cappato, politico e attivista italiano
- 25 maggio - Justin Henry, attore statunitense
- 25 maggio - Kōtarō Isaka, scrittore giapponese
- 25 maggio - Kristina Orbakaitė, cantante e attrice russa
- 25 maggio - Paul Peschisolido, allenatore di calcio e ex calciatore canadese
- 25 maggio - John Schneider, dirigente sportivo statunitense
- 25 maggio - Georg Totschnig, ex ciclista su strada e dirigente sportivo austriaco
- 25 maggio - Harper Williams, ex cestista e dirigente sportivo statunitense
- 26 maggio - Rachael Blake, attrice australiana
- 26 maggio - Diego Bombassei, giocatore di curling italiano
- 26 maggio - Andrea Brognara, ex ciclista su strada italiano
- 26 maggio - Giacomo Callegari, ex calciatore italiano
- 26 maggio - Hwang Dong-hyuk, regista e sceneggiatore sudcoreano
- 26 maggio - Jacinta, cantante portoghese
- 26 maggio - Erik Martin, ex cestista statunitense
- 26 maggio - Massimo Orlando, ex calciatore e allenatore di calcio italiano
- 26 maggio - Marco Ripesi, ex giocatore di calcio a 5 e allenatore di calcio a 5 italiano
- 26 maggio - Matt Stone, regista, sceneggiatore e attore statunitense
- 27 maggio - Corey Beck, ex cestista statunitense
- 27 maggio - Paul Bettany, attore britannico
- 27 maggio - Gianluca Colarusso, dirigente pubblico italiano († 2002)
- 27 maggio - Bohdan John Danylo, vescovo cattolico polacco
- 27 maggio - Luca Del Savio, curatore editoriale italiano
- 27 maggio - Glenn Ficarra e John Requa, regista, sceneggiatore e produttore cinematografico statunitense
- 27 maggio - Salvatore Ficarra, comico, attore e cabarettista italiano
- 27 maggio - Ruben Garlini, allenatore di calcio e ex calciatore italiano
- 27 maggio - Renáta Hiráková, ex cestista slovacca
- 27 maggio - Lisa Lopes, rapper, cantante e compositrice statunitense († 2002)
- 27 maggio - Neli Marinova, ex pallavolista bulgara
- 27 maggio - Dejan Parežanin, allenatore di pallacanestro e ex cestista serbo
- 27 maggio - Sean Reinert, batterista statunitense († 2020)
- 27 maggio - Monika Schnarre, attrice e modella canadese
- 27 maggio - Lee Sharpe, ex calciatore inglese
- 27 maggio - Grant Stafford, ex tennista sudafricano
- 27 maggio - Beatrix von Storch, politica tedesca
- 27 maggio - Andreas Thomsson, allenatore di calcio e ex calciatore svedese
- 28 maggio - Arsen Avakov, ex calciatore tagiko
- 28 maggio - Manuel Beltrán, ex ciclista su strada e mountain biker spagnolo
- 28 maggio - Nick Bravin, schermidore statunitense
- 28 maggio - Isabelle Carré, attrice francese
- 28 maggio - William De Vecchis, politico italiano
- 28 maggio - Svetlana Gončarenko, ex velocista russa
- 28 maggio - Ekaterina Gordeeva, ex pattinatrice artistica su ghiaccio sovietica
- 28 maggio - Christian Leuprecht, mezzofondista italiano
- 28 maggio - Lilian Martin, allenatore di calcio e ex calciatore francese
- 28 maggio - Uladzimir Merynaŭ, canoista bielorusso
- 28 maggio - Nicola Miceli, ex ciclista su strada italiano
- 28 maggio - Marco Rubio, politico e avvocato statunitense
- 28 maggio - Belinda Stowell, ex velista australiana
- 28 maggio - Mosh, wrestler statunitense
- 28 maggio - Yeo Hong-chul, ex ginnasta sudcoreano
- 29 maggio - Diego Casale, attore italiano
- 29 maggio - Tal Hadad, ex cestista israeliana
- 29 maggio - Svein Johansen, ex calciatore norvegese
- 29 maggio - Bernd Mayländer, pilota automobilistico tedesco
- 29 maggio - Carlotta Natoli, attrice italiana
- 30 maggio - John Ross Bowie, attore, musicista e modello statunitense
- 30 maggio - Paul Grayson, ex rugbista a 15 e allenatore di rugby a 15 inglese
- 30 maggio - Anja Haas, ex sciatrice alpina austriaca
- 30 maggio - Duncan Jones, regista e sceneggiatore britannico
- 30 maggio - Jelonek, musicista e compositore polacco
- 30 maggio - Billy McCaffrey, ex cestista e allenatore di pallacanestro statunitense
- 30 maggio - Idina Menzel, attrice e cantante statunitense
- 30 maggio - Blendi Nallbani, ex calciatore albanese
- 30 maggio - Alberto Pagani, politico italiano
- 30 maggio - Gabriella Pregnolato, dirigente sportiva, ex ciclista su strada e pistard italiana
- 30 maggio - Marco Reguzzoni, politico italiano
- 30 maggio - Jiří Šlégr, ex hockeista su ghiaccio ceco
- 31 maggio - Irene Dalby, ex nuotatrice norvegese
- 31 maggio - Diana Damrau, soprano tedesco
- 31 maggio - Caroline De Roose, ex cestista belga
- 31 maggio - Joël Magnin, allenatore di calcio e ex calciatore svizzero
- 31 maggio - Vilma Moronese, politica italiana
- 31 maggio - Yasutoshi Murakawa, sceneggiatore giapponese
- 31 maggio - Félix Pérez, cestista portoricano († 2005)
- 31 maggio - Ken'ichirō Tokura, ex calciatore giapponese